# Orianna Santunione
Orianna Santunione (Formigine, 1º settembre 1934 – Milano, 17 dicembre 2023) è stata un soprano italiano.

## Biografia
Pupilla del celebre soprano Carmen Melis, si esibì in alcuni dei più importanti teatri globali, dal Teatro alla Scala al Covent Garden di Londra, fino a Tokyo, non dimenticandosi mai tuttavia della sua terra natìa, esibendosi al Teatro Carani di Sassuolo, vicino al suo paese d'origine.
Soprano lirico-drammatico, fu particolarmente apprezzata nei ruoli verdiani e pucciniani; fu inoltre soprannominata l'"Ugola d'oro" in virtù delle sue indubbie doti canore. Si ritirò dalle scene nel 1981. 
Morì presso la casa di riposo per artisti "Giuseppe Verdi".

## Repertorio
| Ruolo                   | Titolo                | Autore      |
| ----------------------- | --------------------- | ----------- |
| Morgiana                | Alì Babà              | Cherubini   |
| Medea                   | Medea                 | Cherubini   |
| Galatea                 | Il Pigmalione         | Donizetti   |
| Maddalena di Coigny     | Andrea Chénier        | Giordano    |
| Fedora Romazoff         | Fedora                | Giordano    |
| Caterina Hübscher       | Madame Sans-Gêne      | Giordano    |
| Nedda                   | Pagliacci             | Leoncavallo |
| Santuzza                | Cavalleria rusticana  | Mascagni    |
| Elena                   | Elena da Feltre       | Mercadante  |
| Gioconda                | La Gioconda           | Ponchielli  |
| Manon Lescaut           | Manon Lescaut         | Puccini     |
| Floria Tosca            | Tosca                 | Puccini     |
| Cio-Cio-San             | Madama Butterfly      | Puccini     |
| Minnie                  | La fanciulla del West | Puccini     |
| Matilde d'Asburgo       | Guglielmo Tell        | Rossini     |
| Abigaille               | Nabucco               | Verdi       |
| Elvira                  | Ernani                | Verdi       |
| Leonora                 | Il trovatore          | Verdi       |
| Amelia Grimaldi         | Simon Boccanegra      | Verdi       |
| Amelia                  | Un ballo in maschera  | Verdi       |
| Donna Leonora di Vargas | La forza del destino  | Verdi       |
| Elisabetta di Valois    | Don Carlo             | Verdi       |
| Aida                    | Aida                  | Verdi       |
| Desdemona               | Otello                | Verdi       |
| Elsa di Brabante        | Lohengrin             | Wagner      |
| Francesca da Polenta    | Francesca da Rimini   | Zandonai    |